# Tariel Oniani
Tariel Oniani (en georgiano: ტარიელ ონიანი; en ruso: Тариэл Ониани) es un mafioso georgiano y 'Vor v zakone'. Según las informaciones publicadas, es un miembro de la banda criminal "Kutaisi".

## Antecedentes y actividades en España
Nacido en la ciudad minera de Tkibuli en la antigua República Socialista Soviética de Georgia, el padre de Oniani murió trabajando en la mina y entonces él inició sus actividades criminales. A los 17 años fue declarado culpable de robo a mano armada y cumplió una condena de prisión. Fue aquí donde se inició como Vor v zakone, o 'ladrón en la ley (zakonie)'. En 1980 fue uno de los más importantes 'ladrón en la ley' de Moscú.
En la década de los 90s se trasladó a París, donde fue presentado a Alimzhan Tokhtakhunov. Después de haber sido acusado de varios delitos se trasladó a España, donde era propietario de acciones de una compañía aérea y en la que también tenía un negocio de construcción en el que se empleaba a inmigrantes ilegales de Georgia, hasta que en 2005 la policía española llevó a cabo una operación a gran escala en contra de su organización. Oniani fue acusado de lavado de dinero, tráfico ilegal de personas y organización criminal, pero logró evitar el arresto gracias a un 'soplo policial', mientras que 100 de sus trabajadores, 28 miembros de su banda, incluyendo a su socio Zakhar Kalashov y hasta su hija de 12 años Gvantsa fueron detenidos. En esta época figuró en la lista de la Interpol de los delincuentes más buscados.
Según relató Aleksandr Litvinenko a la policía española, Oniani sería un sujeto extremadamente peligroso, protegido por el FSB, Servicio Federal de Seguridad, y relacionado con importantes políticos de su país.
Su organización en España estaría dividida en dos ramas, la criminal liderada por Giorgi Mikadze, condenado por tráfico de drogas, y cuya esposa Manana Giorgadze era la secretaria particular de Joan Laporta mientras Mikadze controlaba la taquilla del museo del Barça, la más importante del club, y otra dedicada al lavado de dinero y a 'hacer amistades', liderada por Malchas Tetruashvili.

## Regreso a Moscú y guerra de bandas
Después del incidente de 2005 Tariel Oniani regresó a Moscú bajo la supuesta identidad de Tariel Mulukho. Las tensiones crecieron entre Oniani y el jefe criminal rival Aslan Usoyan. Alrededor de 2007 los miembros de la banda Usoyan comenzaron a aparecer muertos, entre ellos el armenio Alek Minalyan, que estaba supuestamente al cargo de las extrosiones a las constructoras que trabajaban en la preparación de los Juegos Olímpicos de Sochi 2014.
En 2008, en respuesta a la creciente violencia, se convocó una reunión en el yate de Oniani en un intento de lograr la paz entre las dos facciones. Sin embargo, las autoridades rusas fueron notificados de la reunión y aprovecharon la oportunidad para llevar a cabo una redada muy publicitada, en la que se arrestó a decenas de gánsters. Los gánsters fueron mostrados ante las cámaras por la policía antes de ser detenidos.
La reunión del yate no acabó con la violencia entre las bandas, y se eligió a Vyacheslav Ivankov para actuar de mediador. Ivankov acabó posicionándose del lado de Usoyan, más viejo y con más experiencia, ya que veía a Oniani como a un joven advenedizo. En julio de 2009 Ivankov recibió un disparo de un francotirador cuando abandonaba un restaurante y murió pocos meses después a consecuencia de las heridas. Se cree que su muerte fue consecuencia de su posicionamiento del lado de Usoyan en la lucha entre bandas.
En diciembre de 2011 la prensa española informó que la mansión de Tariel en Barcelona había sido ocupada por mendigos. Un 'ocupa' alegaba haber repelido a los encargados de desalojarlo. Sentado en la mansión, y bebiendo vodka, se consideraba sí mismo el "dueño" de la Mansión.
Mientras tanto Oniani fue puesto bajo arresto por el secuestro de un hombre de negocios. Las autoridades rusas no aceptaron la oferta de su defensor de obtener la libertad mediante una fianza de 15 millones de rublos. Mientras tanto en Europa varios de sus subordinados han muerto a tiros, entre ellos Vladimir Janashia en Francia y en Grecia Malhas Kitai.
En julio de 2010 Oniani y sus colaboradores fueron condenados a 10 años por secuestro. Oniani reaccionó ante el veredicto encolerizado y prometió apelar. En 2011 Oniani fue extraditado a España.